# Güells
Güells és una masia de Tona (Osona) inclosa a l'Inventari del Patrimoni Arquitectònic de Catalunya.

## Descripció
El mas té forma allargada amb teulada a dues vessants i orientació a ponent, situat sobre un turonet.
A la façana principal hi ha un portal adovellat de grosses dovelles i sis finestres de pedra treballada. A l'angle de la façana dreta i posterior hi ha una eixida amb cinc arcades de mig punt fetes amb totxanes en una restauració recent. A la façana esquerra hi ha una ampliació amb funció de garatge i davant la casa una petita cabana. Una recent restauració l'ha adaptada a residència.

## Història
La primera notícia que tenim del Güells és de l'any 1086, quan Miró Adalbert de Balenyà tenia terres del terme del castrum de Gudellos. A mig segle següent passà als Centelles i l'any 1313 encara s'esmenta com a castrum de Güells.
L'any 1342 ja havia perdut el nom de Castell i rebut el de Domus i el seu terme el de "Quadra de Güells". La quadra de Güells i Vilageriu tingueren un plet sobre els límits en aquest temps. Al fer-se la casa actuals de Güells foren aprofitades certes pedres de la portalada i de les finestres, si bé aquestes corresponen al segle xviii.
Güells, traduït en llatí per Guadellos o Guadels, significa corrent d'aigua o font abundosa, i també pas o passatge. L'antiga funció del castell era vetllar l'antic camí romà i més tard strata franciscana.